# NGC 3337
NGC 3337 est une galaxie lenticulaire relativement éloignée et située dans la constellation du Sextant. Elle a été découverte par l'astronome allemand Albert Marth en 1865. Le professeur Seligman et Wolfgang Steinicke classe cette galaxie comme une spirale, bien que la présence de bras spiraux ne soit pas évidente sur les images de la galaxie.

## Caractéristiques
Sa vitesse par rapport au fond diffus cosmologique est de 8 415 ± 25 km/s, ce qui correspond à une distance de Hubble de 142,1 ± 8,7 Mpc (∼463 millions d'al).
À ce jour, une mesure non basée sur le décalage vers le rouge (redshift) donne une distance d'environ 129,000 Mpc (∼421 millions d'al). Cette valeur est à l'intérieur des valeurs de la distance de Hubble.